# Alas holding Novi Sad
Alas holding Novi Sad (code BELEX : ZONE) est une holding serbe qui a son siège social à Novi Sad, la capitale de la Voïvodine. Elle travaille principalement dans le secteur des matériaux de construction.

## Histoire
En 1953, la mine d'argile de Matica brdo fut ouverte à Donje Crniljevo, à 55 km de Šabac, et, en 1969, une usine fut créée à Galović, pour traiter et sécher l'argile ; cette société, appelée Prerada, existe encore aujourd'hui et fait partie de l'entité Zorka Alas Kamen. En 1973, la mine de Jovanovica brdo fut elle aussi ouverte à Donje Crniljevo.
En 1977, fut créée la société Zorka nemetali i gradjevinski materijali, engagée dans la production de briques et, en 1978, l'usine commença produire des tuiles en céramique. En 1986, l'histoire de la société fut marquée par l'ouverture de la mine d'argile Bele vode, à Galović et, en 1994, par l'ouverture d'une carrière de calcaire nommée Jaznovik. Aujourd'hui, cette carrière appartient à Zorka Alas Kamen.
En 2003, la majorité des actions de Zorka Nemetali fut achetée par la société Alas International, qui a son siège à Ohlsdorf, en Autriche. En 2005, Zorka Nemetali acheta à son tour la majorité des actions de la société Vojvodina put rudnici nemetala Rakovac ; cette société existe encore aujourd'hui sous le nom de Alas Rakovac a.d.. En 2007, Zorka Nemetali a.d. changea son nom en celui de Alas Holding a.d. et son siège social fut transféré de Šabac à Novi Sad.
Alas holding Novi Sad a été admise au marché non réglementé de la Bourse de Belgrade le 15 novembre 2005.

## Activités
La société Alas holding Novi Sad opère à travers quatre filiales dont elle coordonne l'action. Zorka Keramica fabrique des tuiles en céramique ; elle a commencé sa production en 1978 et a été privatisée en 2003 ; elle emploie actuellement 168 personnes. La société Zorka Opeka produit des briques et notamment des briques réfractaires, utilisées dans la construction des façades de maisons ou d'immeubles. Zorka Alas Kamen exploite plusieurs carrières, dont une carrière de calcaire à Jazovnik dans la municipalité de Vladimirci et une autre carrière de calcaire à Šeševica, dans la municipalité de Koceljeva ; elle possède l'usine de traitement de l'argile Prerada à Galović et une mine de dacite à Čeramide, dans la municipalité de Gornji Milanovac. La dernière filiale de Alas holding est Alas Rakovac.

## Données boursières
Le 24 juin 2013, l'action de Alas holding Novi Sad valait 1 148 RSD (10,03 EUR). Elle a connu son cours le plus élevé, soit 2 600 RSD (22,73 EUR), le 30 août 2007 et son cours le plus bas, soit 256 RSD (2,23 EUR), le 13 octobre 2006.
Le capital de Alas holding Novi Sad est détenu à hauteur de 87,22 % par des entités juridiques, dont 86,96 % par Asamer holding AG.